# Trust on first use
TOFU lub TUFU (ang. Trust On First Use lub Trust Upon First Use - Zaufanie przy pierwszym użyciu) - model oznaczający taką konfigurację oprogramowania sieciowego, dzięki któremu klucz publiczny hosta nie jest weryfikowany przy pierwszym połączeniu z nowym serwerem, lecz ta procedura jest wymagana przy każdym kolejnym połączeniu. Implementacje protokołu SSH są zaprojektowane tak, aby wydać komunikat ostrzegający w przypadku zmiany klucza serwera. 